# LNWR-Klasse Experiment (Webb)
Die Experiment-Klasse war eine Baureihe von 30 Dreizylinder-Verbundlokomotiven, die von Francis William Webb für die London and North Western Railway (LNWR) entworfen und zwischen 1882 und 1884 in den bahneigenen Werkstätten in Crewe hergestellt wurden. 1884 wurden zwei baugleiche Lokomotiven für die französische Chemins de fer de l’Ouest (Ouest) und die Österreichisch-ungarische Staatseisenbahngesellschaft (StEG) gebaut.

## Geschichte

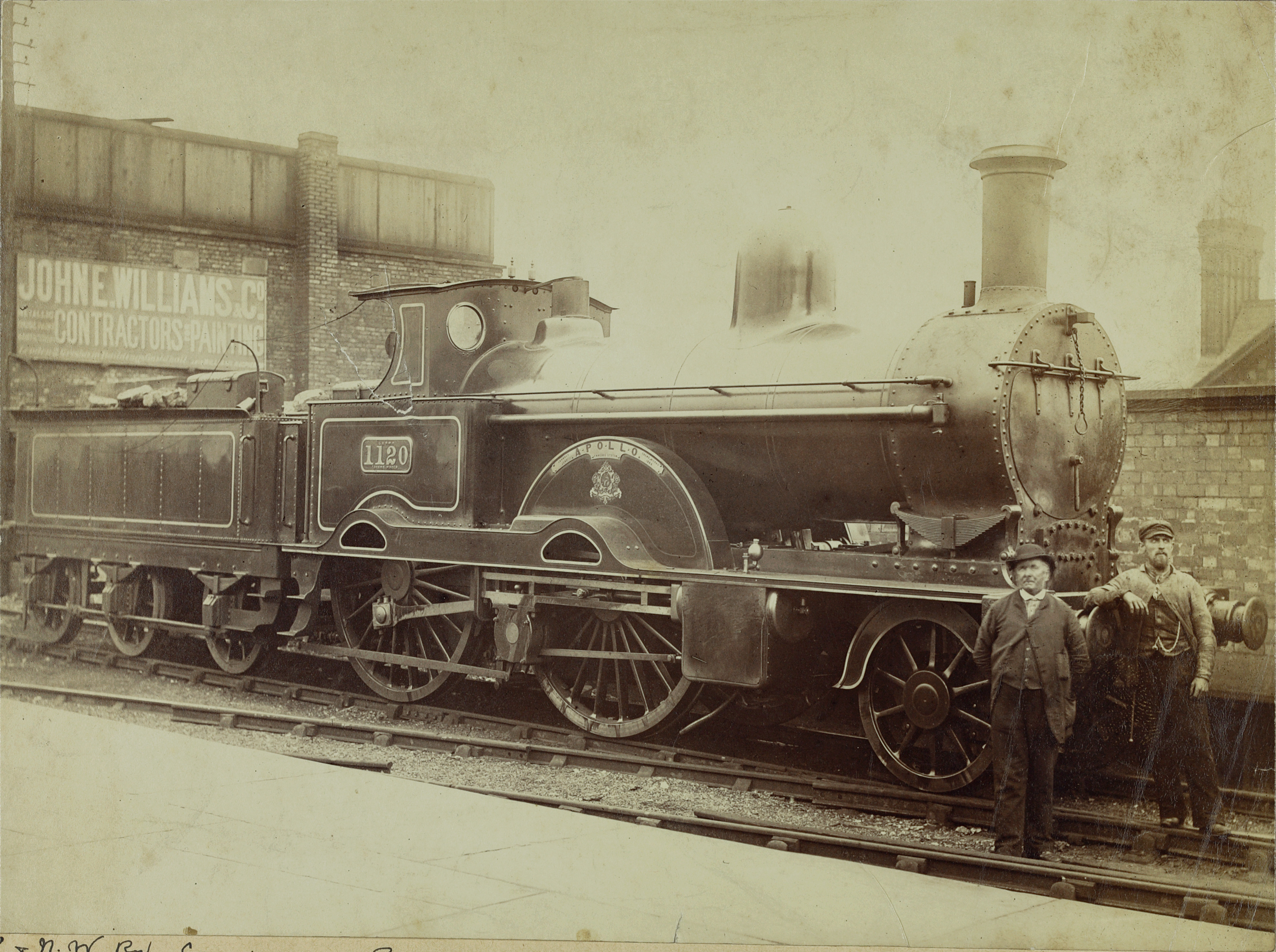
Nr. 1120 Apollo

Die von Webb, dem damaligen Chief Mechanical Engineer der LNWR, entworfene Experiment-Klasse war  ein groß angelegtes Experiment mit einer Klasse von Express-Verbundlokomotiven, und die erste Maschine wurde dementsprechend benannt.
Die Lokomotiven waren als Dreizylinder-Verbundmaschinen mit zwei ungekuppelten Treibradsätzen ausgeführt und besaßen die seltene Radsatzanordnung 2-2-2-0 (1AA). Die beiden außenliegenden Hochdruckzylinder wirkten dabei auf den hinteren und der innenliegende Niederdruckzylinder auf den vorderen Treibradsatz. Der Verzicht auf die Verwendung von Kuppelstangen verursachte eine erhöhte Schleuderneigung, welche in Kombination mit den voneinander unabhängigen Steuerungen zu Anfahrschwierigkeiten führte. Problematisch war vor allem, dass die Steuerung des Niederdruckzylinders über den vorderen Treibradsatz betätigt wurde. Wenn die Lokomotive nun rückwärts an eine Zuggarnitur gefahren war und angekuppelt hatte, stand die Steuerung des Niederdruckzylinders auf Rückwärtsfahrt. Zum Umsteuern auf Vorwärtsfahrt konnte nur die Steuerung der Hochdruckzylinder vom Führerstand aus umgestellt werden. Beim Öffnen des Reglers erhielten zunächst die Hochdruckzylinder Dampf. Kam der hintere Treibradsatz daraufhin ins Schleudern, stieg der am Niederdruckzylinder anstehende Dampfdruck und dieser begann aufgrund seiner rückwärts ausgelegten Steuerung gegen die Hochdruckzylinder zu arbeiten, wodurch ein Anfahren nicht möglich war. In diesem Falle musste der Lokführer mit einer Brechstange eingreifen, um die Steuerung des Niederdruckzylinders in die richtige Stellung zu bringen.
Ab 1884 wurde mit der Dreadnought-Klasse eine größere Variante dieser Bauart gebaut.
Nachdem George Whale 1903 Webb als Chefingenieur ablöste, wurden die Lokomotiven bis 1905 alle ausrangiert und verschrottet.

### Nummerierung
| Nummer | Name                    | Werksnummer | Baujahr | Verschrottet |
| ------ | ----------------------- | ----------- | ------- | ------------ |
| 66     | Experiment              | 2500        | 1882    | 1905         |
| 300    | Compound                | 2625        | 1883    | 1905         |
| 301    | Economist               | 2626        | 1883    | 1904         |
| 302    | Velocipede              | 2627        | 1883    | 1905         |
| 303    | Hydra                   | 2628        | 1883    | 1905         |
| 305    | Trentham                | 2669        | 1883    | 1904         |
| 306    | Knowsley                | 2670        | 1883    | 1905         |
| 307    | Victor                  | 2671        | 1883    | 1905         |
| 520    | Express                 | 2672        | 1883    | 1905         |
| 519    | Shooting Star           | 2673        | 1883    | 1905         |
| 311    | Richard Francis Roberts | 2734        | 1884    | 1905         |
| 315    | Alaska                  | 2735        | 1884    | 1905         |
| 321    | Servia                  | 2736        | 1884    | 1905         |
| 323    | Britannic               | 2737        | 1884    | 1905         |
| 333    | Germanic                | 2738        | 1884    | 1904         |
| 353    | Oregon                  | 2739        | 1884    | 1905         |
| 363    | Aurania                 | 2740        | 1884    | 1905         |
| 365    | America                 | 2741        | 1884    | 1905         |
| 366    | City of Chicago         | 2742        | 1884    | 1905         |
| 310    | Sarmatian               | 2743        | 1884    | 1904         |
| 1102   | Cyclops                 | 2744        | 1884    | 1904         |
| 1120   | Apollo                  | 2745        | 1884    | 1905         |
| 1104   | Sunbeam                 | 2746        | 1884    | 1905         |
| 1113   | Hecate                  | 2747        | 1884    | 1904         |
| 1111   | Messenger               | 2748        | 1884    | 1905         |
| 1115   | Snake                   | 2749        | 1884    | 1905         |
| 1116   | Friar                   | 2750        | 1884    | 1905         |
| 1117   | Penguin                 | 2751        | 1884    | 1904         |
| 372    | Empress                 | 2752        | 1884    | 1905         |
| 374    | Emperor                 | 2753        | 1884    | 1905         |

## Chemins de fer de l’Ouest 901/500

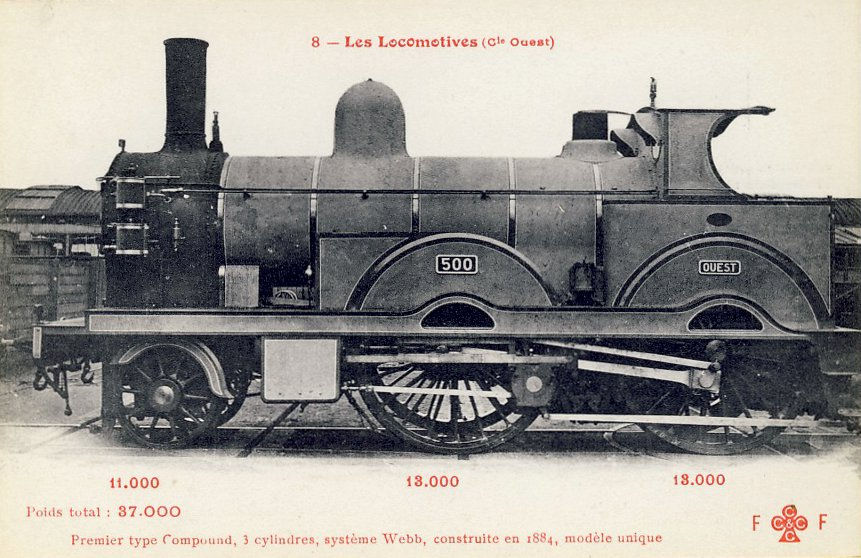
Ouest Nr. 500

1884 kaufte die französische Chemins de fer de l’Ouest, die noch keinerlei Erfahrungen mit Verbunddampflokomotiven hatte, eine baugleiche Lokomotive dieser Bauart. Die Maschine wurde nach den Plänen der LNWR bei Sharp, Stewart and Company gebaut. Die auffälligste Änderung war die am Kessel befindliche saugenden Speisewasserpumpe. Zudem wurde sie mit Westinghouse-Bremse ausgerüstet. Die Lokomotive bekam bei der Ouest anfangs die Nummer 901 und wurde spätestens 1893 zu 500 geändert. Ab diesem Zeitpunkt wurde die Nummer 901 anderweitig verwendet. Bereits 1901 wurde sie vom Dienst zurückgezogen und später schrottet.

## StEG II 200
Die Österreichisch-ungarische Staatseisenbahngesellschaft (StEG) ließ 1884 ebenfalls eine baugleiche Lokomotive bei Sharp, Stewart and Company bauen.

## Weitere in Lizenz gebaute Lokomotiven
Nicht zuletzt wegen des hohen Ansehens Webbs auch im Ausland, bestellten in den Folgejahren noch weitere Bahngesellschaften Lokomotiven die in Lizenz von verschiedenen Lokomotivfabriken gebaut wurden. Diese Maschinen wichen jedoch oft in vielen Details ab und wurden meist an das Design der jeweils schon verwendeten Lokomotiven angepasst. Zudem waren diese Exemplare für verschiedene andere Spurweiten gebaut.
- Zehn weitere Lokomotiven jedoch für die Spurweite von 1676 mm und einigen Anpassungen, bestellte die indische Oudh and Rohilkhand Railway bei Dübs and Company.[8] Diese Lokomotiven wurde 1894 in Indien zu  Maschinen mit der Achsfolge 1B umgebaut.
- Bei Dübs and Company entstand 1885 ein weiteres Exemplar in dieser Breitspurweite für die argentinische Ferrocarril Oeste de Buenos Aires. Diese Lokomotive hatte jedoch statt einer einzelnen Vorlaufachse ein vorlaufendes zweiachsiges Drehgestell (Achsanordnung 2AA). Das Triebwerk war durch einen aufklappbaren Kasten verdeckt. Wie lange die Lokomotive mit dem Namen „Mariano Haedo“ im Einsatz war ist nicht bekannt.
- Ebenfalls 1885 entstand bei Sharp, Stewart and Company eine weitere Maschine mit führendem Drehgestell und dem Namen „Dr. F. N. Prates“ für die brasilianische Companhia Paulista de Estradas de Ferro mit einer Spurweite von 1600 mm.
- Zwei Tenderlokomotiven nach System Webb baute Robert Stephenson 1884 speziell für die schmalspurige Ferrocarril de Antofagasta a Bolivia. Diese beiden Lokomotiven (Nr. 18 und 19) hatten die Achsanordnung 4-2-4-2T. Ein vorlaufendes zweiachsiges Drehgestell, eine einzelne durch den Innenzylinder angetriebene Achse, zwei gekuppelte durch die Außenzylinder angetriebenen Achsen und eine nachlaufende Achse. Sie wurden später zu normalen 4-6-0-Maschinen umgebaut.[9]